# Wolfgang Rottmann
Wolfgang Rottmann, né le 15 mai 1973 à Altenmarkt im Pongau, est un biathlète autrichien. Il est champion du monde de l'individuel en 2000. 

## Biographie
Licencié dans son club de sa ville natale Altenmarkt, il fait ses débuts internationaux avec l'équipe autrichienne en 1995 dans la Coupe du monde. Il obtient son premier résultat significatif en fin d'année 1997, où il se classe sixième à Östersund, avant de participer à ses premiers Jeux olympiques à Nagano en 1998.
Lors de la saison 1999-2000, après une victoire en relais à Hochfilzen, il obtient son premier podium individuel en Coupe du monde sur le sprint d'Östersund, avant de remporter le titre mondial de l'individuel, sa seule victoire dans l'élite. Aux Jeux olympiques d'hiver de 2002, il se classe cinquième du sprint et sixième du sprint puis du relais.
Aux Championnats du monde 2005, il décroche la médaille de bronze du relais à domicile à Hochfilzen avec l'équipe d'Autriche où figurent Daniel Mesotitsch, Friedrich Pinter et Christoph Sumann.
Impliqué dans un scandale de dopage lors des Jeux olympiques de 2006 à Turin, il est disqualifié des épreuves auxquelles il a pris part (sprint et poursuite). En 2007, à la suite de la sanction prononcée par le CIO, il est exclu à vie par la Fédération autrichienne de ski.

## Palmarès

### Jeux olympiques d'hiver
| Épreuve / Édition                   | Individuel | Sprint | Poursuite                        | Départ en masse                  | Relais |
| Jeux olympiques 1998 Nagano         | 26e        | 39e    | Épreuve inexistante à cette date | Épreuve inexistante à cette date | 11e    |
| Jeux olympiques 2002 Salt Lake City | —          | 5e     | 6e                               | Épreuve inexistante à cette date | 6e     |
| Jeux olympiques 2006 Turin          | —          | DSQ    | DSQ                              | —                                | —      |

Légende :
- DSQ : disqualification
- — : pas de participation à l'épreuve
- : pas d'épreuve

### Championnats du monde
| Mondiaux \ Épreuve            | Individuel           | Sprint    | Poursuite | Départ en masse                  | Relais                    | Par équipes                      |
| 1997 Osrblie                  | 63e                  | -         | -         | Épreuve inexistante à cette date | 10e                       | -                                |
| 1998 Pokljuka / Hochfilzen    | JO Nagano            | JO Nagano | 35e       | Épreuve inexistante à cette date | JO Nagano                 | 11e                              |
| 1999 Kontiolahti / Oslo       | 59e                  | 21e       | 36e       | -                                | 9e                        | Épreuve inexistante à cette date |
| 2000 Oslo-Holmenkollen/ Lahti | Médaille d'or, monde | 11e       | 33e       | 5e                               | 9e                        | Épreuve inexistante à cette date |
| 2001 Pokljuka                 | 12e                  | 24e       | 21e       | 30e                              | -                         | Épreuve inexistante à cette date |
| 2003 Khanty-Mansiïsk          | 58e                  | 22e       | 21e       | -                                | 8e                        | Épreuve inexistante à cette date |
| 2004 Oberhof                  | 11e                  | 20e       | 12e       | 30e                              | 9e                        | Épreuve inexistante à cette date |
| 2005 Hochfilzen               | 20e                  | 55e       | 21e       | 19e                              | Médaille de bronze, monde | Épreuve inexistante à cette date |

Légende :

 : épreuve inexistante

- : n'a pas participé à l'épreuve

### Coupe du monde
- Meilleur classement général : 10e en 2000.
- 3 podiums individuels : 1 victoire, 1 deuxième place et 1 troisième place[2].
- 3 podiums en relais : 1 victoire et 2 troisièmes places.

#### Détail des victoires
| Saison / Épreuve | Individuel                  | Sprint | Poursuite | Mass start | Total |
| 1999-2000        | Holmenkollen (Champ. monde) |        |           |            | 1     |
| Total            | 1                           | 0      | 0         | 0          | 1     |

#### Classements en Coupe du monde
| Saison    | Classement général final | Individuel | Sprint | Poursuite | Mass start |
| 1995-1996 | nc                       | nc         | nc     |           |            |
| 1996-1997 | nc                       | nc         | nc     |           |            |
| 1997-1998 | 37e                      | 11e        | 61e    | -         |            |
| 1998-1999 | 27e                      | 12e        | 23e    | 39e       | 32e        |
| 1999-2000 | 10e                      | 4e         | 9e     | 11e       | 13e        |
| 2000-2001 | 32e                      | 23e        | 23e    | 40e       | 32e        |
| 2001-2002 | 37e                      | nc         | 26e    | 29e       |            |
| 2002-2003 | 28e                      | -          | 17e    | 34e       | 29e        |
| 2003-2004 | 30e                      | 17e        | 28e    | 40e       | 42e        |
| 2004-2005 | 19e                      | 22e        | 24e    | 20e       | 23e        |
| 2005-2006 | 33e                      | nc         | 36e    | 25e       | 36e        |